# Benjamin Chee Chee
Kenneth Thomas Benjamin Chee Chee (* 26. März 1944 in Temagami; † 14. März 1977 in Ottawa) war ein kanadischer Künstler indianischer Abstammung, dessen kurze Karriere durch Suizid endete.

## Leben
Benjamin Chee Chee wurde in Temagami am Lake Temagami im Nordosten des kanadischen Bundesstaates Ontario geboren. Seine Eltern waren Angus Chee Chee, ein Touristenführer vom Stamm der Ojibwa, und Josephine Roy, eine Haushälterin vom Stamm der Algonkin. Sein Vater starb bei einem Autounfall, als er zwei Monate alt war. Er wuchs in einem Indianerreservat auf Bear Island auf, einer Insel im Lake Temagami. Zu seiner Mutter hatte er wenig Kontakt, da sie für den Unterhalt der Familie aufkommen musste und Benjamin während der Arbeit bei Freunden ließ. Einer seiner besten Kindheitsfreunde war Hugh McKenzie, der später, protegiert von Chee Chee, ebenfalls Künstler wurde. Mit zwölf Jahren wurde Chee Chee, der verhaltensauffällig und polizeibekannt war, von den Behörden in ein Heim gesteckt, die St. Joseph’s Training School in Alfred bei Ottawa. Die Trennung von seiner Mutter und die spätere Suche nach ihr wurden zu einem zentralen Element seines Lebens.
1965 zog er nach Montreal. Über den befreundeten Anwalt Frederick Brown machte er die Bekanntschaft des Malerehepaares Dorothy und Henry Robertson „Robin“ Watt, die ihn mit der Montrealer Kunstszene vernetzten, ihn unterrichteten und ihm eine Arbeitsstelle als Lagerist verschafften. 1972 zog er mit seiner Freundin, einer Frankokanadierin, in ein Apartment im Osten Montreals und richtete sich ein eigenes Studio ein. Einige kleinere Ausstellungen Chee Chees waren wenig erfolgreich. Auf Anraten Browns zog er deshalb 1973 nach Ottawa. Dort stellte Brown ihn dem Galeristenehepaar Marie und Pierre Gaignery vor, die noch im gleichen Jahr in ihrer Galerie Nicholas Art Gallery eine Chee-Chee-Soloausstellung veranstalteten, auf der alle ausgestellten Werke verkauft wurden. In der Folge stieg sein Bekanntheitsgrad stetig an.
Chee Chee litt unter Alkoholismus, Depressionen und einer Unfähigkeit zu langfristigen menschlichen Bindungen, außerdem fühlte er sich als Opfer eines gegen Indianer gerichteten Rassismus in Kanada. Er ging mit seiner Situation offen um; sein Markenzeichen war die Phrase „My name is Benjamin, and I have a problem.“ (deutsch: „Mein Name ist Benjamin, und ich habe ein Problem.“) aus dem Film Die Reifeprüfung als Gesprächseinstieg. 1976 verließ ihn seine Freundin, da er unter Alkoholeinfluss gewalttätig wurde. Zu dieser Zeit begann er, Marihuana und Mescalin zu konsumieren. Im Juli 1976 konnte er nach jahrelanger Suche seine Mutter ausfindig machen und holte sie zu sich nach Ottawa. 1977 fanden Soloausstellungen in Halifax, Ottawa, Toronto, Vancouver und Winnipeg statt.
Am 1. März 1977 lieferte Chee Chee 18 Bilder, die heute als Black Geese Portfolio bekannt sind, bei seinem damaligen Ausstellungsmanager in Ottawa ab. Anschließend besuchte er ein von ihm häufiger frequentiertes Restaurant, wo er sich betrank und randalierte, woraufhin er von der Polizei inhaftiert wurde. Chee Chee hängte sich mit Hilfe seines Hemdes in seiner Gefängniszelle auf und starb drei Tage später im Krankenhaus. Sein Grab befindet sich auf dem katholischen Notre-Dame-Friedhof in Ottawa.
In der Folge des Suizids stiegen die Preise für Chee Chees Werke stark an. Selbst limitierte Kunstdrucke, die zu seinen Lebzeiten wenige Hundert US-Dollar kosteten, erzielten Preise von fast 10.000 Dollar.

## Werk

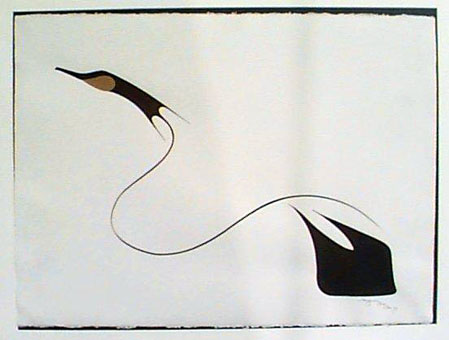
Goose in Flight (1977)

Chee Chees Werk wird der Woodland School of Art zugerechnet, einem Malstil indianischer Maler aus dem Gebiet der Großen Seen. Im Gegensatz zu den Arbeiten von anderen Malern dieser Schule wie Daphne Odjig oder Norval Morrisseau ist Chee Chees Werk jedoch von der abstrakten Kunst beeinflusst. Chee Chee war nichtsdestotrotz Mitglied der informellen Gruppe der Woodland-Maler, und Morrisseau wird vom Art Canada Institute als Vorbild und Inspirationsquelle Chee Chees benannt. Seine ersten Werke waren bunte, abstrakte Kompositionen aus im Stempeldruckverfahren aufgebrachten, geometrischen Motiven. Bis 1976 entwickelte er seinen spezifischen Stil: Minimalistische, linienförmige Darstellungen von Vögeln und anderen Tieren, oft geprägt von Anmut und Bewegung. Er verwendete dabei eine stark reduzierte Farbpalette und setzte die Leere der Leinwand als gestalterisches Element ein. Seine bevorzugten Materialien waren Acrylfarbe auf Leinwand und Gouache auf Papier. Die Museumskuratorin Elizabeth McLuhan, Tochter von Marshall McLuhan, stellte die These auf, dass insbesondere das Black Geese Portfolio, das Gänse in ihrem sozialen Kontext zeigt, ein Sinnbild für die Familie sei, die Chee Chee gesucht, aber nie gefunden habe. Die Werke fingen „Vitalität, Würde und Launen“ von Wildtieren ein. In einem ausstellungsbegleitenden Katalog der Thunder Bay Art Gallery zog Kuratorin Janet Clark Parallelen zwischen Chee Chees Werk und dem von modernen abstrakten Künstlern wie Jacques Hurtubise. Chee Chee selbst sah sich explizit als Künstler aus dem Stamm der Ojibwa, nicht als allgemein indianischer Künstler, und akzeptierte die Einordnung seines Werks als moderne Kunst. Laut eigener Aussage wollte er in seinem Werk nicht die Vergangenheit, sondern die Gegenwart und das tägliche Leben darstellen.

## Rezeption
Nach Chee Chees Tod gab es in kanadischen Medien zahlreiche Nachrufe. Die Tageszeitung The Globe and Mail bezeichnete Chee Chee als „einzigartig unter seinen Zeitgenossen“, da er sich nicht wie Morrisseau und seine Epigonen auf die Darstellung von Mythen und Legenden beschränkt, sondern einen ganz eigenen Stil entwickelt habe. In der Vancouver Sun stellte der Redakteur und Schriftsteller Wayne Edmonstone die These auf, dass Chee Chee von seinen Agenten gedrängt worden sei, gut verkäufliche Kunst zu produzieren, was zu einem Burn-out geführt und letztendlich seinen Tod mitverursacht habe. Der staatliche Rundfunksender CBC sendete 1980 die Produktion The Life and Death of Benjamin Chee Chee. Der kanadische Dichter Patrick White behauptete 1992 in einer Monographie über Chee Chee, dieser habe einen „abstrakten, linearen und expressiven“ Stil entwickelt, der ihm Geld eingebracht, ihn künstlerisch aber nicht befriedigt hätte.
1983 kaufte die Thunder Bay Art Gallery in Thunder Bay über 50 der Werke Chee Chees auf, zeigte sie zunächst als Soloausstellung und seitdem in einer permanenten Ausstellung gemeinsam mit Werken von unter anderem Daphne Odjig und Jane Ash Poitras.
2019 bezeichnete der kanadische Politiker Robert-Falcon Ouellette in einer Rede im kanadischen Parlament Chee Chee als „einen der besten Künstler Kanadas“, der „zu seiner Zeit sehr einflussreich“ gewesen sei und auch heute noch eine Inspirationsquelle darstelle. Ebenfalls 2019 unterstützte die kanadische Regierung die Wanderausstellung Benjamin Chee Chee: Life and Legacy der in Temiskaming Shores ansässigen Temiskaming Art Gallery mit knapp 100.000 kanadischen Dollar. Der Sprecher des kanadischen Unterhauses Anthony Rota attestierte anlässlich der Verkündung der Förderung den Werken Chee Chees „Kultcharakter“. 2022 eröffnete die kanadische Stadt Milton einen nach Chee Chee benannten Parkan einer bereits zuvor nach ihm benannten Straße.

## Ausstellungen
- seit 2018: Wanderausstellung Benjamin Chee Chee: Life and Legacy in Ontario, unter anderem in Greater Sudbury[21] und Timmins.[22]
- 1991: Thunder Bay Art Gallery, Thunder Bay: Benjamin Chee Chee: The Black Geese Portfolio, and Other Works
- 1983: Thunder Bay National Exhibition Centre, Thunder Bay
- 1982: Glebe Community Centre, Ottawa
- 1976: Evans Gallery, Toronto
- 1973: Nicholas Art Gallery, Ottawa

Werke Chee Chees hängen unter anderem im Canadian Museum of Civilization (Gatineau), im Glenbow Museum (Calgary) und im Royal Ontario Museum (Toronto).